# Charlotte Christiane von Krogh
Charlotte Christiane Rosine Sophie von Krogh (4. februar 1827 på Husum Slot – 25. november 1913 i Haderslev) var en dansk maler, søster til Ferdinand von Krogh.
Hendes forældre var premierløjtnant, kammerherre, amtmand, overstaller Godske Hans Ernst von Krogh og Agnes Cecilie Warnstedt. Hun var elev af landskabsmaleren Anton Eduard Kieldrup i København og blev senere uddanet i Karlsruhe, på Kunstakademiet i Düsseldorf (den norske maler H.F. Gude) 1856-1861. Hun debuterede som maler i Kunsthallen i Kiel i 1857 og var da kun 25 år gammel og endnu påvirket af sin lærer, H.F. Gude. Hun modtog et 3-årigt rejsestipendium fra Ministeriet for Hertugdømmet Slesvig og blev æresmedlem af Die schleswig-holsteinsche Kunstgenossenschaft.
Krogh blev født ind i en adelig embedsmandsfamilie og voksede op i en periode, hvor spændinger opstod i Hertugdømmerne mellem dansktalende og tysklandende indbyggere. Under de slesvigske krige blev hendes egen familie splittet af konflikten.
Hun malede såvel landskabsbilleder, især fra omegnen af Haderslev, og interiører, der vidner både om kærlighed til hjemstavnen og hjemmets tryghed, samt om en forståelse for andre og mere folkelige miljøer end det, som hun selv kom fra i Husum.
Hun forblev ugift.